# 연필 성운

NGC 2736 또는 연필 성운 (영어: Pencil Nebula)는 돛자리 방향으로 815 광년 (약 250 파섹)떨어진 초신성 잔해이다. 연필 성운은 돛자리 초신성 잔해의 일부로, 돛자리 펄사 근처에 위치해 있다. 연필 성운은 더 큰 돛자리 초신성의 여파로 탄생한 걸로 여겨진다. 이 성운은 약 시속 644,000 킬로미터로 움직이고 있다.

## 발견 역사
이 성운은 1835년 3월 1일, 존 허셜이 희망봉에서 발견됐는데, 그는 이 성운의 위치와 형태를 정확하게 표시했고, 이것은 이후 천문학자들에게 큰 길잡이가 됐다. 그중 하나는 밝은 별의 묘사였는데, 이 별은 NGC 2736의 안쪽에서 성운을 빛나게 하는 역할은 맡고 있다 (사진 아래쪽 중앙).